# Philadelpho Azevedo
Philadelpho José de Barros e Azevedo (13 mars 1894 à Rio de Janeiro - 7 mai 1951 à La Haye) est un avocat brésilien. À partir de 1937, il est professeur de droit civil à la Faculté nationale de droit et, de 1946 jusqu'à sa mort, juge à la Cour internationale de justice.

## Biographie
Philadelpho Azevedo est né en 1894 à Rio de Janeiro et termine ses études en 1910 avec un baccalauréat en sciences et langues au Colégio Pedro II. En 1914, il obtient son diplôme en droit à la Faculdade de Ciencias Jurídicas e sociais. Après des études à Paris, il travaille à partir de 1917 comme professeur de philosophie au Colégio Pedro II. En 1932, il commence à travailler comme professeur de droit civil à la Faculté nationale de droit, puis en 1937 comme professeur de droit civil.
De 1925 à 1929, il travaille pour le Conseil national de l'éducation et de 1934 à 1936 comme procureur dans l'ancien district fédéral de Rio de Janeiro. Il est président de l'Institut des avocats brésiliens de 1937 à 1938. De plus, de 1937 à 1939, il siège à divers comités gouvernementaux. 
En 1942, il est nommé juge à la Cour suprême du Brésil. D'octobre 1945 à janvier 1946, il est préfet du gouvernement de José Linhares.
Après la fin de la Seconde Guerre mondiale, en 1946, il est l'un des premiers juges de la Cour internationale de justice nouvellement créée à La Haye, où il travaille jusqu'à sa mort. Il est décédé en 1951 à La Haye et est le premier juge à mourir avant la fin de son mandat dans l'histoire de la Cour. Son successeur à ce poste est son compatriote Levi Carneiro (en).